# スーパーポテト

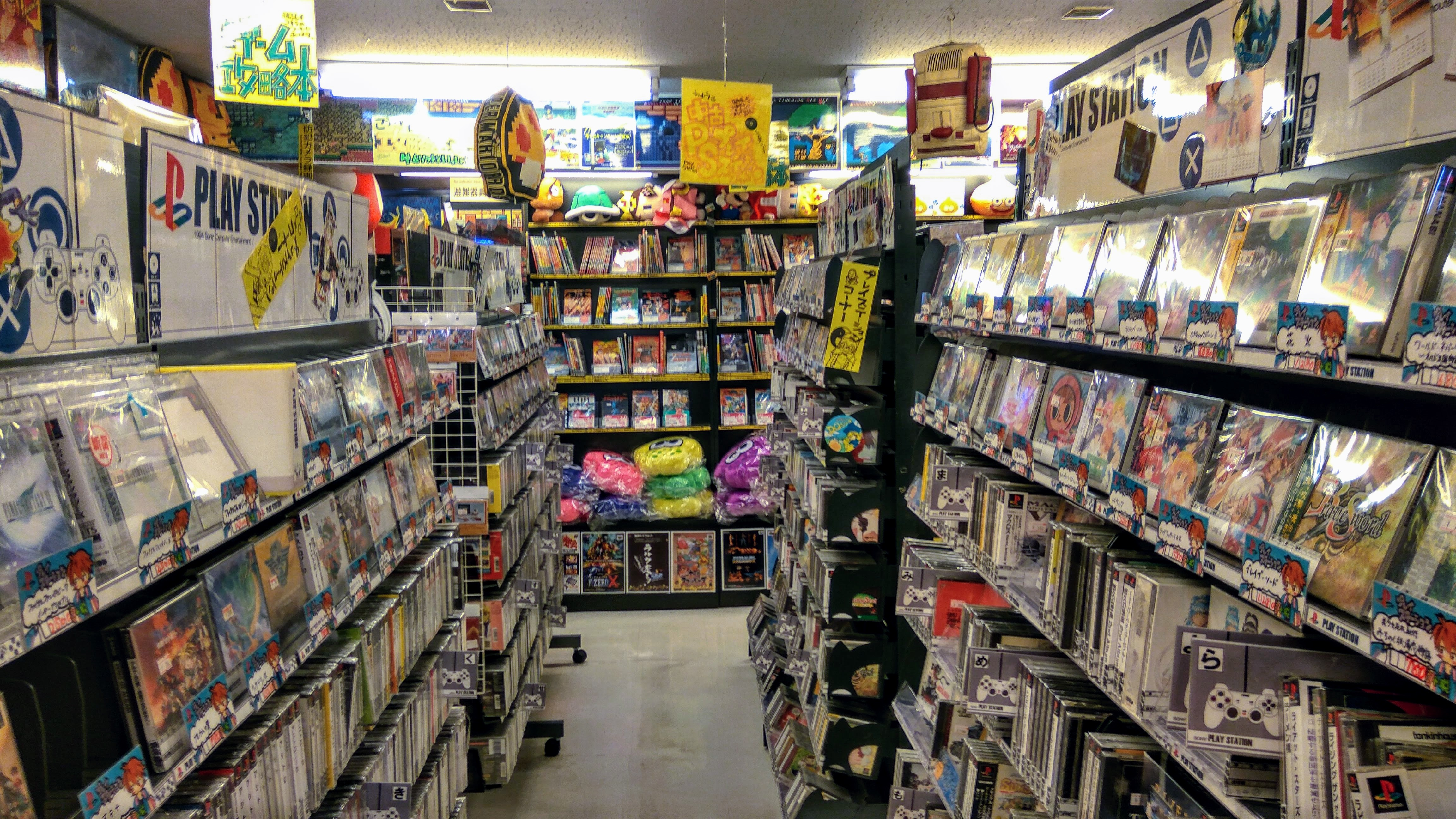
スーパーポテト (秋葉原)

スーパーポテトは株式会社 J・フィールドが運営している中古ゲームショップ。

## 概要
現在、5店舗を展開している。うち2店舗は大阪市、2店舗は秋葉原と池袋、1店舗は名古屋市にある。
最新ゲームの取り扱いも行っているが、特にレトロゲームの品ぞろえの多さで知られている。

## 店舗
- スーパーポテトレトロ館オタロード店
- スーパーポテト昭和町店
- スーパーポテト秋葉原店（レトロ館）
- スーパーポテト池袋ゲーム横丁
- スーパーポテト名古屋店

## かつて存在した店舗
- スーパーポテト日本橋店（1号店。2005年閉店後、跡地にビックタイガー日本橋店が出店）
- スーパーポテトFIVE店（後にスーパーポテトPCに改名→ゲーム探偵団と合併）
- スーパーポテト新森店
- スーパーポテト平野店（2009年6月10日閉店）
- スーパーポテト仙台店（2010年7月25日閉店）
- スーパーポテト針中野店（2013年1月14日閉店）
- スーパーポテトG2店（2013年4月15日閉店）
- スーパーポテト寺田町店（2013年5月31日閉店）
- スーパーポテト上新庄店（2013年5月31日閉店）
- スーパーポテトセブン店（2013年7月15日閉店）
- スーパーポテト岸里店（2013年8月31日閉店）
- スーパーポテトG3店（2013年9月23日閉店）
- スーパーポテト三国店（2014年11月25日閉店）
- スーパーポテトG1店（2016年8月28日閉店）
- スーパーポテトなんば店（2021年6月30日閉店）[2]
- スーパーポテト大正店（2023年1月15日閉店）
- スーパーポテト住之江店（2025年5月25日閉店）